# Denel Aerospace Systems
Pour les articles homonymes, voir Denel.
Denel Aerospace Systems, nommée Kentron jusqu'en 2004, est la filiale aérospatiale du groupe d'armement sud-africain Denel. La société est basée à Centurion, en Afrique du Sud.
La firme a conçu et développé différents armements aériens, incluant des drones, plusieurs types de missiles et de bombes intelligentes, ainsi que l'hélicoptère d'attaque AH-2 Rooivalk.